# 国务院政府特殊津贴
国务院政府特殊津贴是中华人民共和国国务院对于高层次专业技术人才和高技能人才的一种奖励制度，获得者被称为享受国务院政府特殊津贴专家。国务院政府特殊津贴涉及到各个行业，中国的企业、事业单位、大專院校等在简介中普遍会特别列明享受国务院特殊津贴专家人数以显示自身实力，因此其獎金大小並非重點，而更多是一種榮譽稱號。

## 历史
国务院特殊津贴制度始于1990年，当时共有1200名专家、学者、技术人员获得。之后逐渐扩大了范围，每两年评选一次（双数年），至2010年获得津贴的人数为16.2万人。

## 待遇
1990年的标准为每人每月100元人民币，奖金部分不需缴纳工资调节税（即所得税）。
1995年，国务院政府特殊津贴改革：1995年及以后获得国务院政府特殊津贴的人员，政府一次性发放5,000元人民币。2001年改为一次性发放10000元人民币，2004年7月增加到20000元人民币。

## 评选标准
2012年标准：

### 专业技术人才
在专业技术岗位上工作的在职人员；近5年来专业技术业绩、成果和贡献突出，并得到本地区、本系统同行专家的认可，一般应具有高级职称，并具备下列条件之一：
- 在自然科学研究中，学术造诣高深，对学科建设、人才培养、事业发展做出突出贡献，是学科领域的带头人；或者研究成果有开创性和重大科学价值，得到国内外同行专家公认，达到国内领先水平。
- 在技术研究与开发中有重大发明创造、重大技术革新或解决了关键性的技术难题；或者长期工作在工农业生产和科技推广第一线，有重大技术突破，推动了行业技术进步和国民经济发展；或者在技术成果转化为生产力和新技术、新工艺、新方法推广中业绩突出，产生了显著的经济效益和社会效益。
- 长期工作在医疗卫生工作第一线，医术高超，治疗疑难、危重病症成绩突出；或者在较大范围多次有效预防、控制、消除疾病，社会影响大，业绩为同行所公认。
- 在经济社会发展重点领域、重点行业，为解决国民经济和社会发展的重大问题提供基础性、前瞻性、战略性的科学理论依据，具有特殊贡献。
- 在哲学社会科学研究中，成绩卓著，对社会发展和学科建设做出突出贡献，是学科领域的学术带头人。
- 在宣传文化领域，成绩卓著，对经济社会发展、精神文明建设、学科建设、宣传文化领域改革创新和推动文化大发展大繁荣做出突出贡献，是本领域的带头人。
- 长期工作在教育、教学、教练执训工作第一线，对学科建设、人才培养、教育教学改革发挥了重大作用，具有国际领先的教育教学理念、坚实的学科教学理论基础和丰富的教育教学经验，在所从事的学科教学和教练执训领域中，能力和水平处于全国领先地位，起到带头和示范作用，并为同行所公认。
- 在其他行业、领域为经济社会发展、民生建设做出突出贡献。

### 高技能人才
长期工作在生产服务岗位第一线，技艺精湛，贡献突出，一般为高级技师（国家职业资格一级）或具有相应高级职业技能水平,并具备下列条件之一：
- 获得过中华技能大奖、高技能人才楷模、全国技术能手等荣誉或省（行业）技能人才表彰，业绩突出，影响广泛。
- 在技术上有重大发明创造，或有重大技术革新，产生显著的经济效益和社会效益。
- 在本企业、同行业中具有领先的技术技能水平，并在某一生产工作领域总结出先进的操作技术方法，取得重大经济效益和社会效益。
- 在促进科技成果转化、推广应用等方面作出突出贡献，并取得重大经济效益和社会效益。
- 在本职业（工种）中具有某种绝招绝技，在国际国内产生重要影响，并在带徒传技方面成效显著。
- 实践经验丰富，并能解决生产过程中的重点或关键性技术难题，业绩突出。

## 其他等级
除了国务院的政府特殊津贴外，还有省市人民政府的特殊津贴。